# Stále v kurzu
Stále v kurzu (v anglickém originále Hacks) je americký komediálně-dramatický televizní seriál, jehož tvůrci jsou Lucia Aniello, Paul W. Downs a Jen Statsky. Hlavní role ztvárnili Jean Smartová, Hannah Einbeinder a Carl Clemons-Hopkins. Seriál sleduje profesní vztah mezi mladou komediální spisovatelkou a legendární stand-up komičkou. První řada měla premiéru dne 13. května 2021 na HBO Max, druhá řada měla premiéru dne 12. května 2022. V červnu 2022 byl seriál obnoven pro třetí řadu, která měla premiéru dne 2. května 2024. V červnu 2024 byl seriál obnoven pro čtvrtou řadu, která měla premiéru dne 10. dubna 2025.
Seriál získal pozitivní ohlas kritiků, kteří vyzdvihovali zejména režii, scénář a herecké výkony. Seriál získal Zlatý glóbus za nejlepší seriál (komedie / muzikál) a obdržel celkem devět cen Emmy, včetně ceny za nejlepší komediální seriál, nejlepší režii, dvou cen za nejlepší scénář a Jean Smartová třikrát zvítězila v kategorii nejlepší herečka v hlavní roli v komediálním seriálu.

## Děj
Deborah Vance, legendární lasvegaská stand-up komička, potřebuje znovu objevit svůj akt stárnutí, aby nepřišla o rezidenci v Palmetto Casino. Ava Daniels je mladá komediální scenáristka, která nemůže najít práci kvůli necitlivému tweetu a její pověsti sebestředné a arogantní ženy. Když Avu její manažer pošle pracovat jako novou scenáristku Deborah, obě se pomalu spojí, protože Ava tlačí na svou novou šéfku, aby více riskovala, a Deborah na oplátku pomáhá Avě začít řešit její osobní problémy.

## Obsazení

### Hlavní role
- Jean Smartová jako Deborah Vance, legendární stand-up komička z Las Vegas
- Hannah Einbinder jako Ava Daniels, nešťastná komediální scenáristka
- Carl Clemons-Hopkins jako Marcus, provozní ředitel manažerské společnosti Deborah a její nejbližší poradce
- Megan Stalter jako Kayla Schaefer (od 3. řady; 1.–2. vedlejší), dcera Jimmyho šéfa, která pracuje jako jeho asistentka
- Paul W. Downs jako Jimmy LuSaque Jr. (od 3. řady; 1.–2. vedlejší), manažer Deborah a Avy
- Rose Abdoo jako Josefina (od 3. řady; 1.–2. vedlejší), správkyně majetku Deborah
- Mark Indelicato jako Damien (od 3. řady; 1.–2. vedlejší), osobní asistent Deborah

### Vedlejší role
- Kaitlin Olson jako Deborah „DJ“ Vance Jr., dcera Deborah
- Christopher McDonald jako Marty Ghilain, CEO Palmetto Casina
- Poppy Liu jako Kiki, osobní dealerka blackjacku Deborah
- Johnny Sibilly jako Wilson, vodní inspektor, který se zaplete s Marcusem
- Angela Elayne Gibbs jako Robin, Marcusova matka
- Jane Adams jako Nina Daniels, matka Avy
- Lorenza Izzo jako Ruby, herečka a partnerka Avy
- Luenell jako Miss Loretta, nejlepší přítelkyně Robin
- Joe Mande jako Ray, hotelový úředník pro Palmetto
- Lauren Weedman jako Madam Mayor Pezzimenti, starostka Las Vegas
- Helen Hunt jako Winnie Landell (od 3. řady), manažerka společnosti
- Dan Bucatinsky jako Rob (od 3. řady), výkonný producent večerní talkshow
- Michaela Watkins jako Stacey (4. řada), zástupkyně lidských zdrojů televizního studia
- Robby Hoffman jako Randi (4. řada), nová asistentka Jimmyho a Kayly

### Hostující role
- Jefferson Mays jako T.L. Gurley, obchodník se starožitnostmi
- Brent Sexton (1. řada) a W. Earl Brown (2.–3. řada) jako Michael, Jimmyho šéf a otec Kayly
- Jeff Ward jako George, muž, kterého Ava potkává v kasinu
- Paul Felder jako Aidan, manžel DJ a MMA zápasník
- Louis Herthum jako Dennis Daniels, otec Avy
- Anna Maria Horsford jako Francine, zkušená komička, která je starou známou Deborah
- Linda Purl (1. řada) a J. Smith-Cameron (3. řada) jako Kathy Vance, sestra Deborah
- Chris Geere a Kirby Howell-Baptiste jako Jesse a Daisy, dva britští televizní producenti, kteří dělají rozhovor s Avou
- Amanda Payton jako Jackie
- Martha Kelly jako Barbara (2. řada), zástupkyně lidských zdrojů
- Ming-Na Wen jako Janet Stone (2. řada), talentová agentka a Jimmyho rivalka
- Laurie Metcalf jako „Weed“/Alice (2. řada), excentrická manažerka turné
- Wayne Newton jako on sám (2. řada)
- Margaret Cho jako ona sama (2. řada)
- Harriet Harris jako Susan (2. řada), stará přítelkyně Deborah
- Susie Essman jako Elaine Carter (2. řada), režisérka a stará přítelkyně Deborah
- Devon Sawa jako Jason (2. řada)
- Jessica Chaffin jako Jill (2. řada), právní poradkyně Avy
- Michael Garza jako Silas (3. řada)
- Dylan Gelula jako Mirya (3. řada), jedna z nových scenáristek Deborah
- Jordan Gavaris jako Logan (3. řada), jeden z nových scenáristů Deborah
- Matt Bush jako Clive (3. řada)
- George Wallace jako on sám (3. řada)
- Aristoteles Athari jako Lewis (3. řada)
- Rachael Taylor jako Alexis (3. řada)
- Luke Macfarlane jako Brad (3. řada)
- Guy Branum jako Ezekiel (3. řada)
- JD Walsh jako Steve (3. řada)
- Ely Henry jako Lance (3. řada)
- Carrot Top jako on sám (3. řada)
- Dolly Wells (3. řada)
- Luke Cook jako Jack Danby (3. řada)

- Mario Cantone jako on sám (3. řada)
- Naomi Ekperigin jako ona sama (3. řada)
- Natasha Leggero jako ona sama (3. řada)
- Andy Kindler jako on sám (3. řada)
- Steph Tolev jako ona sama (3. řada)
- Patton Oswalt jako on sám (3. řada)

- Stephen Tobolowsky jako Henry Weeks (3. řada)
- Joel Brooks jako Terry Bernstein (3. řada)
- Gregg Daniel jako Cliff Calhoun (3. řada)
- Blair Beeken jako Beth (3. řada)
- Hank Chen jako Lawrence (3. řada)
- Mario Lopez jako on sám (3. řada)
- Christina Hendricks (3. řada)
- Tony Goldwyn jako Bob Lipka (3. řada)
- Christopher Lloyd jako Larry Arbuckle (3. řada)
- Deidre Hall jako ona sama, Jimmyho matka (3. řada)
- Tim Bagley jako Reggie (3. řada)
- Hal Linden jako Biff Cliff (3. řada)
- Kathryn Newton jako Bella Donaldson (3. řada)
- Bresha Webb jako Cece Heaumeaux (4. řada), PR specialistka
- Julianne Nicholson jako Mary Alice a.k.a. Dance Mom (4. řada), hvězda sociálních sítí
- Eric Balfour jako Ethan Sommers (4. řada), filmová hvězda čelící obvinění ze sexuálního obtěžování
- Jake Shane jako manažer sociálních sítí Deborah (4. řada)

## Seznam dílů

### První řada (2021)
| Č. v seriálu | Č. v řadě | Původní název    | Český název        | Režie           | Scénář                                     | Premiéra na HBO Max |
| ------------ | --------- | ---------------- | ------------------ | --------------- | ------------------------------------------ | ------------------- |
| 1            | 1         | There Is No Line | Hranice neexistuje | Lucia Aniello   | Lucia Aniello, Paul W. Downs a Jen Statsky | 13. května 2021     |
| 2            | 2         | Primm            | Primm              | Lucia Aniello   | Paul W. Downs                              | 13. května 2021     |
| 3            | 3         | A Gig's a Gig    | Kšeft je kšeft     | Lucia Aniello   | Lucia Aniello                              | 20. května 2021     |
| 4            | 4         | D'Jewelry        | D'Jewelry          | Desiree Akhavan | Joanna Calo                                | 20. května 2021     |
| 5            | 5         | Falling          | Pád                | Paul W. Downs   | Andrew Law                                 | 27. května 2021     |
| 6            | 6         | New Eyes         | Nové oči           | Lucia Aniello   | Lucia Aniello, Paul W. Downs a Jen Statsky | 27. května 2021     |
| 7            | 7         | Tunnel of Love   | Tunel lásky        | Desiree Akhavan | Katherine Kearns                           | 3. června 2021      |
| 8            | 8         | 1.69 Million     | 1,69 millionu      | Paul W. Downs   | Pat Regan                                  | 3. června 2021      |
| 9            | 9         | Interview        | Pohovor            | Lucia Aniello   | Samantha Riley                             | 10. června 2021     |
| 10           | 10        | I Think She Will | Myslím, že ano     | Lucia Aniello   | Ariel Karlin a Jen Statsky                 | 10. června 2021     |

### Druhá řada (2022)
| Č. v seriálu | Č. v řadě | Původní název       | Český název        | Režie           | Scénář                                     | Premiéra na HBO Max |
| ------------ | --------- | ------------------- | ------------------ | --------------- | ------------------------------------------ | ------------------- |
| 11           | 1         | There Will Be Blood | Hranice neexistuje | Lucia Aniello   | Lucia Aniello, Paul W. Downs a Jen Statsky | 12. května 2022     |
| 12           | 2         | Quid Pro Quo        | Něco za něco       | Lucia Aniello   | Lucia Aniello, Paul W. Downs a Jen Statsky | 12. května 2022     |
| 13           | 3         | Trust the Process   | Důvěřuj procesu    | Lucia Aniello   | Lucia Aniello, Paul W. Downs a Jen Statsky | 19. května 2022     |
| 14           | 4         | The Captain's Wife  | Kapitánova žena    | Lucia Aniello   | Ariel Karlin a Pat Regan                   | 19. května 2022     |
| 15           | 5         | Retired             | Konec kariéry      | Paul W. Downs   | Andrew Law                                 | 26. května 2022     |
| 16           | 6         | The Click           | Požitek            | Paul W. Downs   | Aisha Muharrar a Joe Mande                 | 26. května 2022     |
| 17           | 7         | On the Market       | Na trhu            | Lucia Aniello   | Samantha Riley                             | 2. června 2022      |
| 18           | 8         | The One, the Only   | Ta jediná          | Trent O'Donnell | Lucia Aniello, Paul W. Downs a Jen Statsky | 2. června 2022      |

### Třetí řada (2024)
| Č. v seriálu | Č. v řadě | Původní název                           | Český název                          | Režie            | Scénář                                                     | Premiéra na HBO Max |
| ------------ | --------- | --------------------------------------- | ------------------------------------ | ---------------- | ---------------------------------------------------------- | ------------------- |
| 19           | 1         | Just For Laughs                         | Pro smích                            | Lucia Aniello    | Lucia Aniello, Paul W. Downs a Jen Statsky                 | 2. května 2024      |
| 20           | 2         | Better Late                             | Lepší pozdě...                       | Lucia Aniello    | Andrew Law                                                 | 2. května 2024      |
| 21           | 3         | The Roast of Deborah Vance              | Grilování Debory Vanceové            | Jeff Rosenberg   | Joe Mande                                                  | 9. května 2024      |
| 22           | 4         | Join the Club                           | Vstupte do klubu                     | Jessica Brunetto | Guy Branum                                                 | 9. května 2024      |
| 23           | 5         | One Day                                 | Jednoho dne                          | Lucia Aniello    | Carol Leifer a Carolyn Lipka                               | 16. května 2024     |
| 24           | 6         | Par for the Course                      | Poslední par                         | Paul W. Downs    | Ariel Karlin                                               | 16. května 2024     |
| 25           | 7         | The Deborah Vance Christmas Spectacular | Vánoční extravaganza Debory Vanceové | Lucia Aniello    | Pat Regan                                                  | 23. května 2024     |
| 26           | 8         | Yes, And                                | Ano, a...                            | Paul W. Downs    | Samantha Riley, Lucia Aniello, Jen Statsky a Paul W. Downs | 23. května 2024     |
| 27           | 9         | Bulletproof                             | Dokonalá show                        | Lucia Aniello    | Lucia Aniello, Jen Statsky a Paul W. Downs                 | 30. května 2024     |

### Čtvrtá řada (2025)
| Č. v seriálu | Č. v řadě | Původní název         | Český název                            | Režie           | Scénář                                     | Premiéra na HBO Max |
| ------------ | --------- | --------------------- | -------------------------------------- | --------------- | ------------------------------------------ | ------------------- |
| 28           | 1         | Big, Brave Girl       | Velká, statečná holka                  | Lucia Aniello   | Lucia Aniello, Paul W. Downs a Jen Statsky | 10. dubna 2025      |
| 19           | 2         | Cover Girls           | Dívky z obálky                         | Lucia Aniello   | Samantha Riley                             | 10. dubna 2025      |
| 30           | 3         | What Happens in Vegas | Co se stane ve Vegas, zůstane ve Vegas | Lucia Aniello   | Ariel Karlin                               | 17. dubna 2025      |
| 31           | 4         | I Love L.A.           | Miluji L.A.                            | Paul W. Downs   | Pat Regan                                  | 24. dubna 2025      |
| 32           | 5         | Clickable Face        | Populární host                         | Paul W. Downs   | Aisha Muharrar                             | 1. května 2025      |
| 33           | 6         | Mrs. Table            | Bod zlomu                              | Paul W. Downs   | Carolyn Lipka                              | 8. května 2025      |
| 34           | 7         | D'Christening         | Křest                                  | Doron Max Hagay | Joe Mande                                  | 15. května 2025     |
| 35           | 8         | Witch of the Week     | Žena na odstřel                        | Lucia Aniello   | Andrew Law                                 | 15. května 2025     |
| 36           | 9         | A Slippery Slope      | Nebezpečný precedens                   | Lucia Aniello   | Lucia Aniello, Paul W. Downs a Jen Statsky | 22. května 2025     |
| 37           | 10        | Heaven                | Nebe                                   | Lucia Aniello   | Lucia Aniello, Paul W. Downs a Jen Statsky | 29. května 2025     |

## Produkce
V květnu 2022 HBO Max oznámilo vznik seriálu s Jean Smartovou v hlavní roli. Další casting byl oznámen v únoru 2021. Kvůli pandemii covidu-19 herci četli scénáře na Zoomu, během produkce nebyly žádné akce s obsazením a hvězdy Smartová a Clemons-Hopkins se potkali poprvé osobně až několik minut před začátkem natáčení. V červnu 2021 společnost obnovila seriál pro druhou řadu a k obsazení se připojili Laurie Metcalf, Martha Kelly a Ming-Na Wen do vedlejších rolí a Margaret Cho do hostující role.
V červnu 2022 byl seriál obnoven pro třetí řadu. V září 2022 showrunneři odhalili, že mezi druhou a třetí řadou dojde k časovému skoku. Produkce třetí řady byla zahájena v listopadu 2022, ale od konce února do března 2023 byla na několik týdnů pozastavena kvůli Jean Smartové, která se zotavovala z „úspěšné srdeční procedury“. Produkce byla opět pozastavena v květnu 2023 kvůli stávce scenáristů v Hollywoodu. Pro třetí řadu byli Megan Stalter a Paul W. Downs povýšeni do hlavních rolí poté, co od první řady účinkovali ve vedlejších rolích. V únoru 2024 bylo oznámeno, že Helen Hunt, Christina Hendricks, Christopher Lloyd, Dan Bucatinsky, George Wallace a Tony Goldwyn se ve třetí řadě objeví v hostujících rolích. V březnu 2024 se do hostující role připojil Aristotle Athari a následujícího měsíce byla taktéž do hostující role obsazena J. Smith-Cameron. V červnu 2024 byl seriál obnoven pro čtvrtou řadu. Natáčení čtvrté řady začalo začalo v říjnu 2024 a skončilo v lednu 2025.